# 米科村
米科村（匈牙利語：Mikófalva）是匈牙利赫维什州所辖的一个村。总面积14.41平方公里，总人口741，人口密度51.4人/平方公里（2011年1月1日）。